# Шеб Мами
Шеб Мами (арап. ‏شاب مامي, фр. Cheb Mami; пуно име Ахмед Мохамед Хелифати, 11. јул 1966) је алжирски певач.
Са 12 година је почео да пева на свадбама и локалним фестивалима. Године 1982. учествовао је на радијском такмичењу, где је освојио друго место. Године 1985. се преселио у Париз.. Привремено се вратио у Алжир и провео две године у војсци, а потом 1989. године поново је дошао у Француску.
У Паризу је почео да активно пева и пише песме, а недуго затим има турнеју по Сједињеним Државама и разним европским земљама. Ширу популарност и међународну славу је стекао 1999. године, када је отпевао дует песму Desert Rose (пустињска ружа) са британским певачем Стингом. Његове познате песме су: Ana Oualach, Au Pays Des Merveilles (у земљи чуда), Maandi Wali, Ma vie deux fois и многе друге.

## Дискографија
- Douni el Bladi (1986)
- Let Me Raï (1990)
- Saïda (1995)
- Meli Meli (1998)
- Dellali (2001)
- Du Sud au Nord (2004)
- Live au Grand Rex 2004 (2006)
- Layali (2006)